# نووآندریفکا (استان آمور)
نووآندریفکا (به لاتین: Novoandreyevka) یک منطقهٔ مسکونی در روسیه است که در استان آمور واقع شده‌است.